# Instituto Smolny
O Instituto Smolny (em russo:Смольный институт) é um edifício pseudoclássico em São Petersburgo que foi um local importante da História da Rússia.

## História
O edifício foi construído por Giacomo Quarenghi a mando da Sociedade Para a Educação de Jovens Donzelas entre 1806-08 para receber o Instituto Smolny Para Jovens Donzelas, uma ideia concebida por Ivan Betskoy com a autorização de Catarina, a Grande em 1764, tendo recebido o nome devido ao Convento Smolny que ficava perto. O Smolny foi a primeira instituição educacional para mulheres na Rússia e continuou a funcionar com o dinheiro das imperatrizes russas até pouco antes da Revolução Russa de 1917. O jardim e a vedação de ferro foram acrescentados durante o início do século XIX.
Em 1917, Vladimir Lenine escolheu o edifício para se tornar a sede do Partido Bolchevique durante a Revolução de Outubro. Foi a residência oficial de Lenine durante vários meses, até o governo nacional se mudar para o Kremlin de Moscovo. Depois disso, o Smolny tornou-se na sede local do Partido Comunista, ou seja, uma espécie de câmara municipal. Em 1927, uma estátua de Lenine da autoria do escultor Vasily Kozlov e dos arquitectos Vladimir Shchuko e Vladimir Gelfreukh, foi erguida em frente ao edifício.
Foi lá que Sergei Kirov foi assassinado em 1934.
Depois de 1991, o Smolny foi usado como residência oficial do presidente da câmara e local de administração da cidade. Vladimir Putin trabalhou lá entre 1991 e 1997 durante o mandato de Anatoly Sobchak.
O nome "Smolny" vem do local onde o edificio se encontra, já que nos primeiros anos da cidade de São Petersburgo, este encontrava-se no cimo da cidade, onde se produzia resina de pinheiro ("smola" em russo) para utilizar na construção naval e na sua manutenção. Assim, o local acabou por receber o nome de "smolny": sítio onde se produz resina de pinheiro.

## Ligações Externas
- Fotografias do Smolny
- Smolny